# Marigot Bay
Ne doit pas être confondu avec Baie du Marigot.
Marigot Bay est une baie et un port de plaisance de l'état insulaire caribéen de Sainte-Lucie.

## Géographie
Dominé par le cap Marigot, Marigot Bay est situé à 6 km au sud-ouest de Castries. Il est entouré sur trois côtés par des collines escarpées et boisées,.

## Histoire
Marigot Bay est utilisé tour à tour par les marines française et britannique durant les guerres liées à sa possession au XVIIIe siècle. Une flotte britannique s'y est cachée de poursuivants français,.
La baie a été utilisée comme décor pour l' adaptation cinématographique de 1967 des livres Doctor Dolittle de Hugh Lofting, L'Extravagant Docteur Dolittle. Des scènes du naufrage du Great Pink Sea Snail et de la construction du harnais du Giant Lunar Moth ont été filmées dans la baie.
Le romancier américain James A. Michener, dans son roman de 1978 Chesapeake décrit la baie comme « la plus belle baie des Caraïbes ».

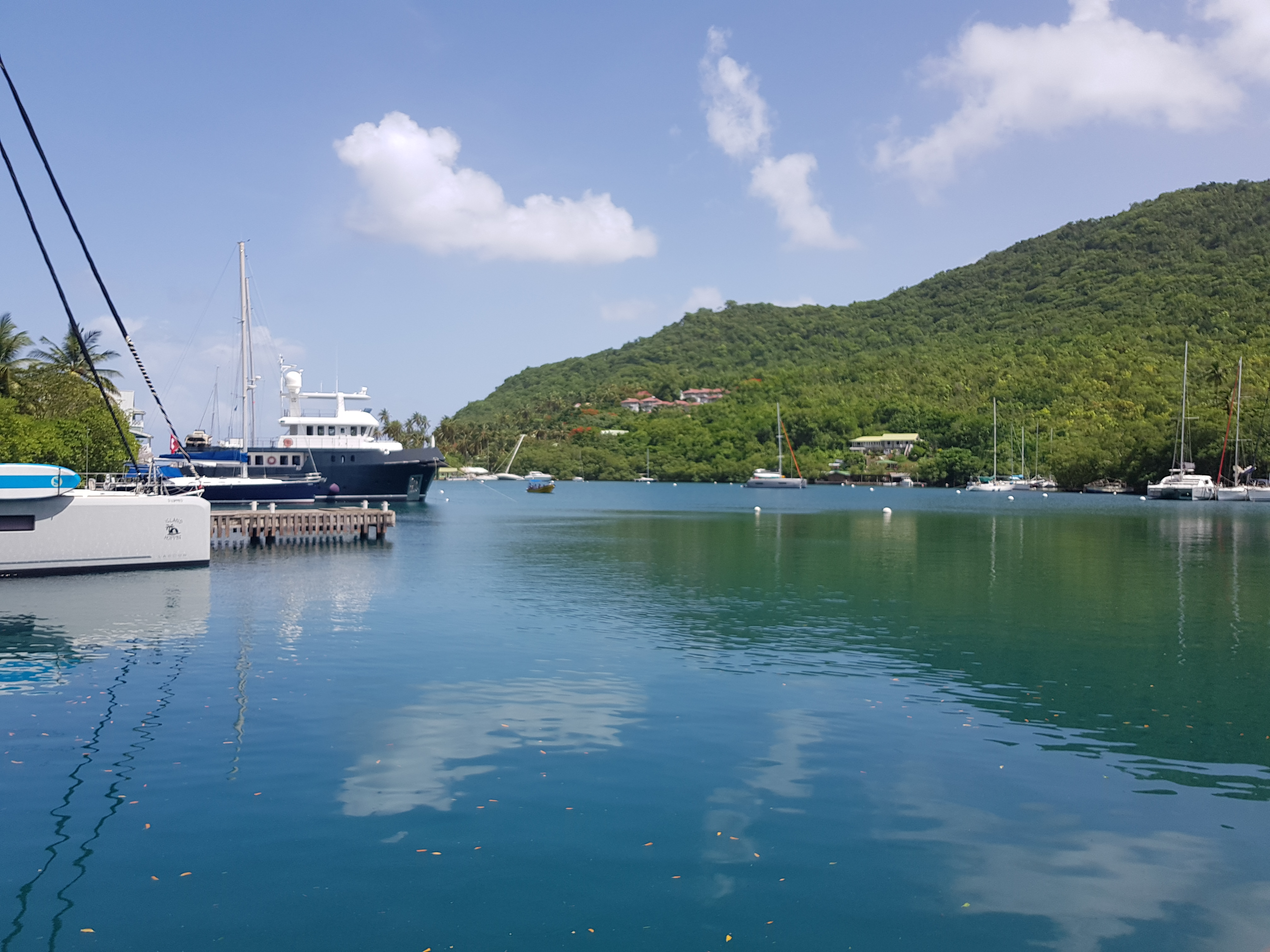
Vue de Marigot Bay
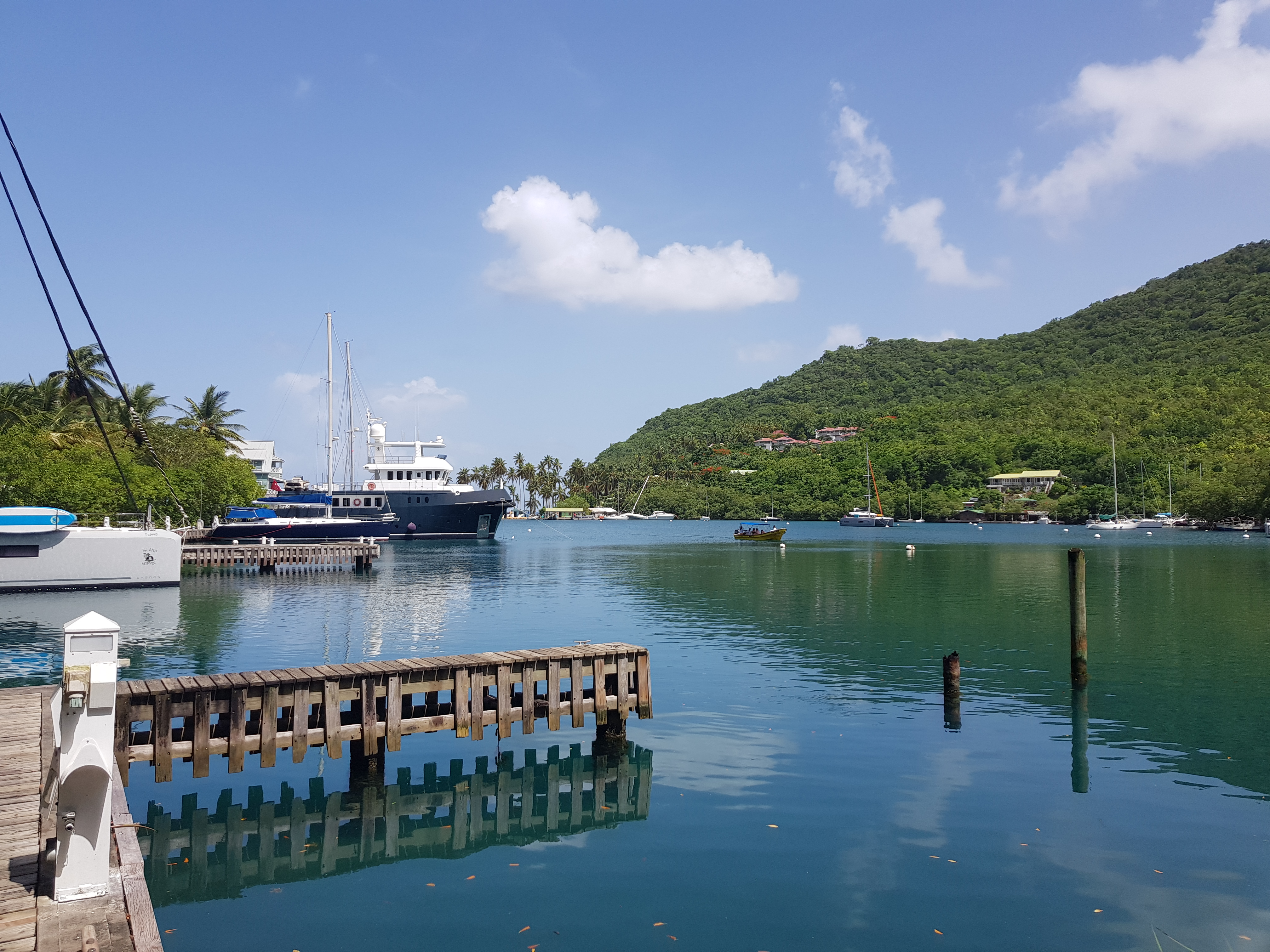
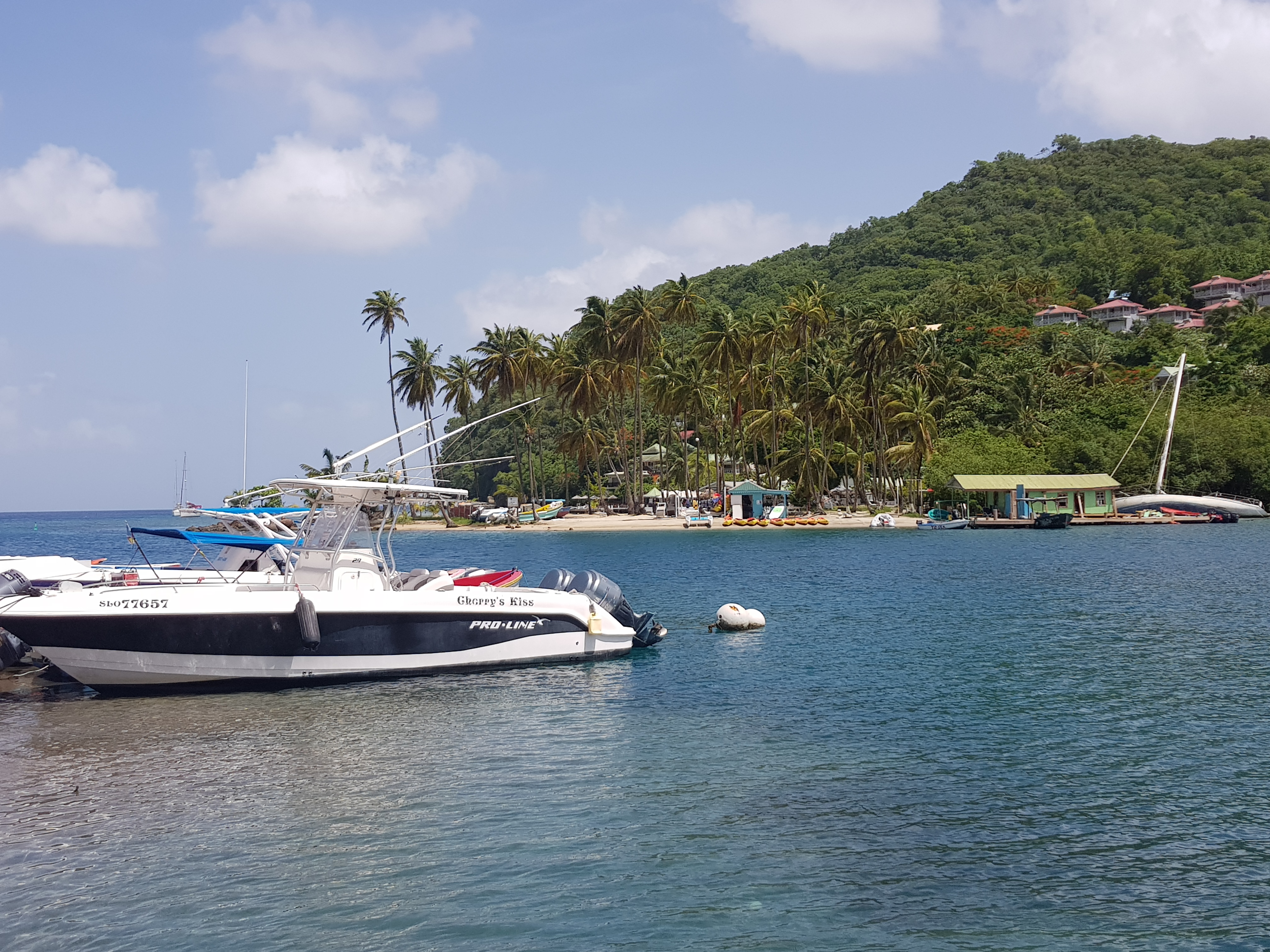
Marigot Bay et vue sur cap Marigot qui forme la plage de Marigot.
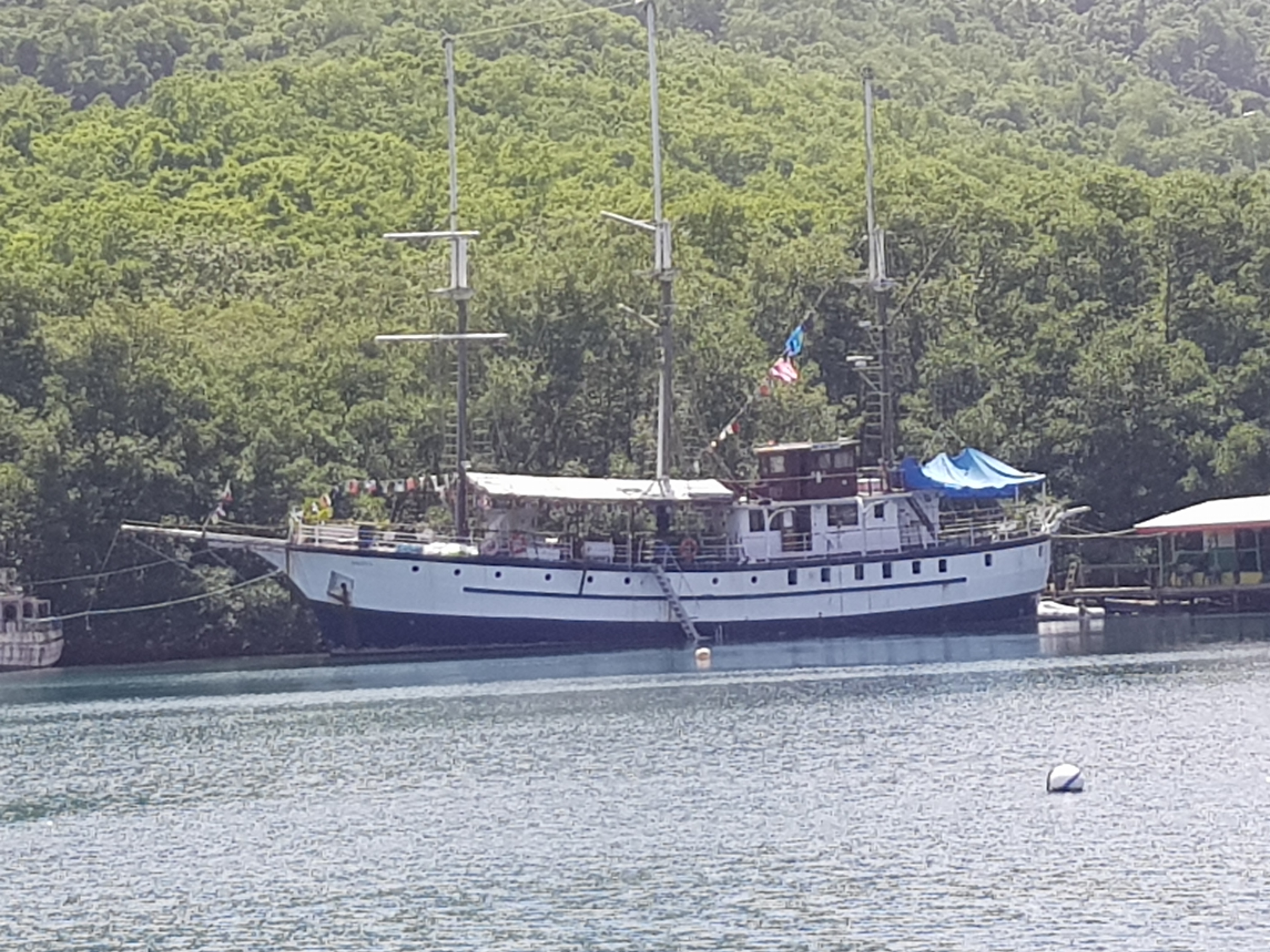
Voilier le Sagitta à Marigot Bay.
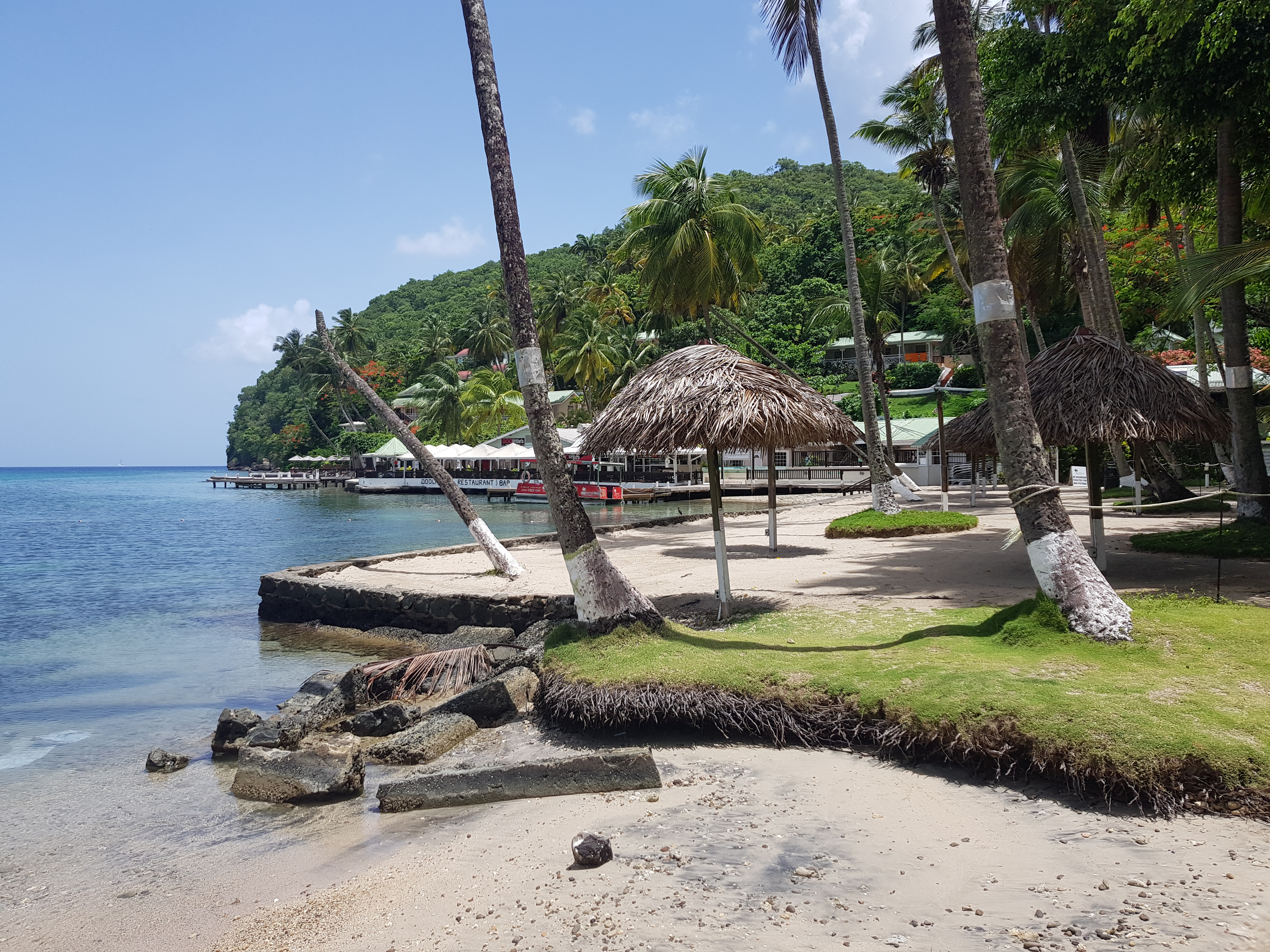
Plage de Marigot Bay (accessible uniquement en bateau)
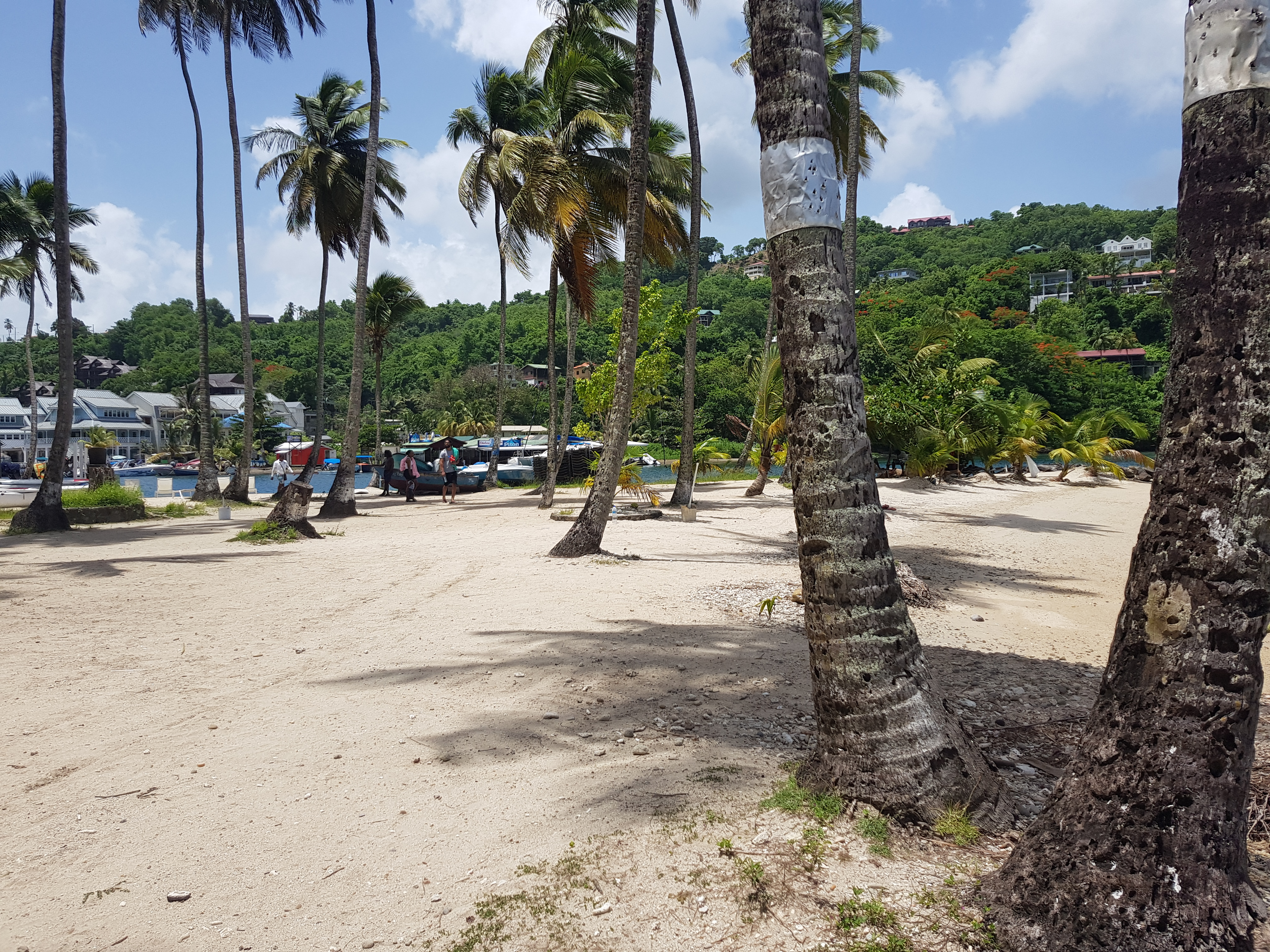
Marigot Bay (la plage)
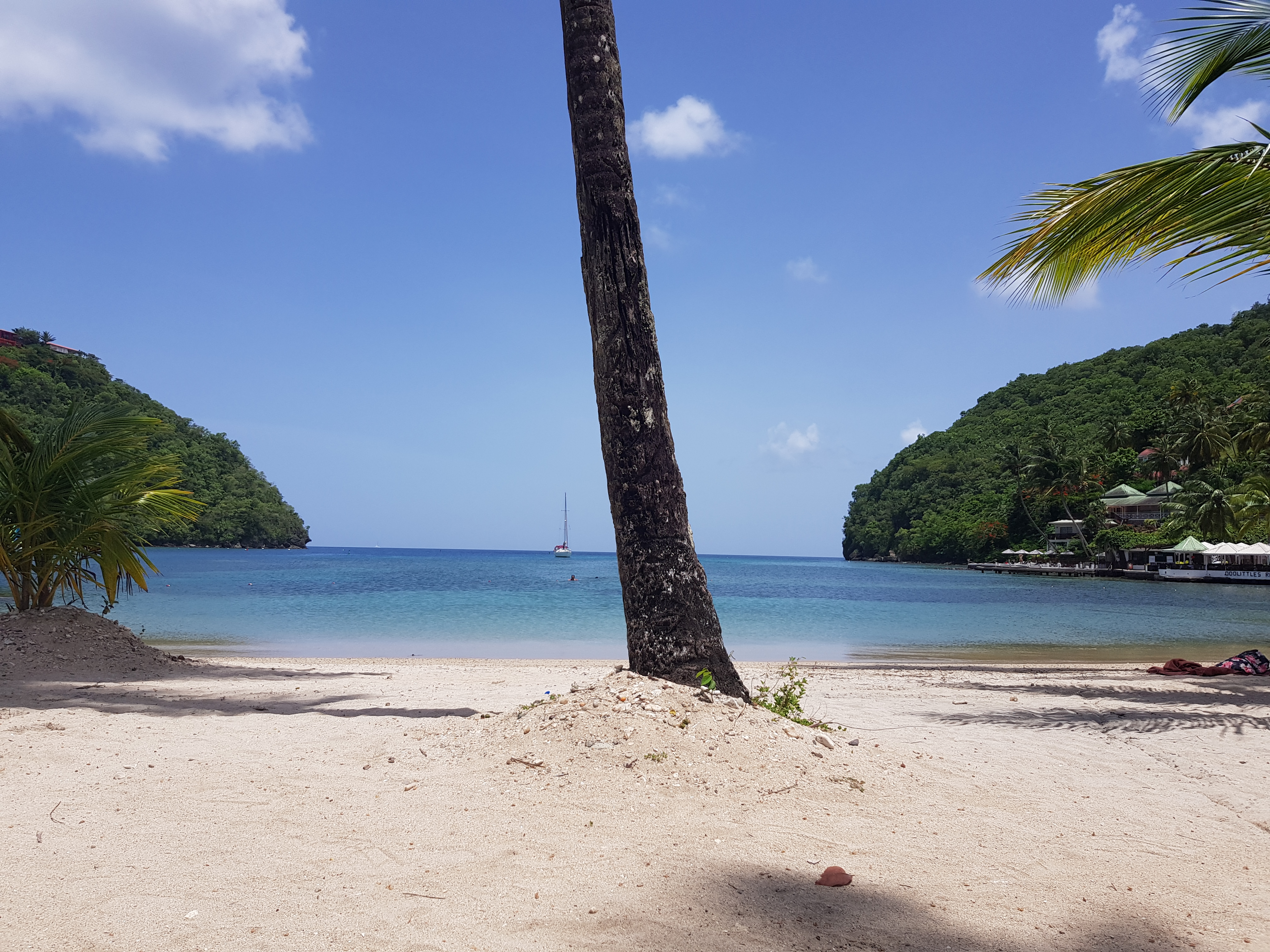
Marigot Bay (vue à partir de la plage)
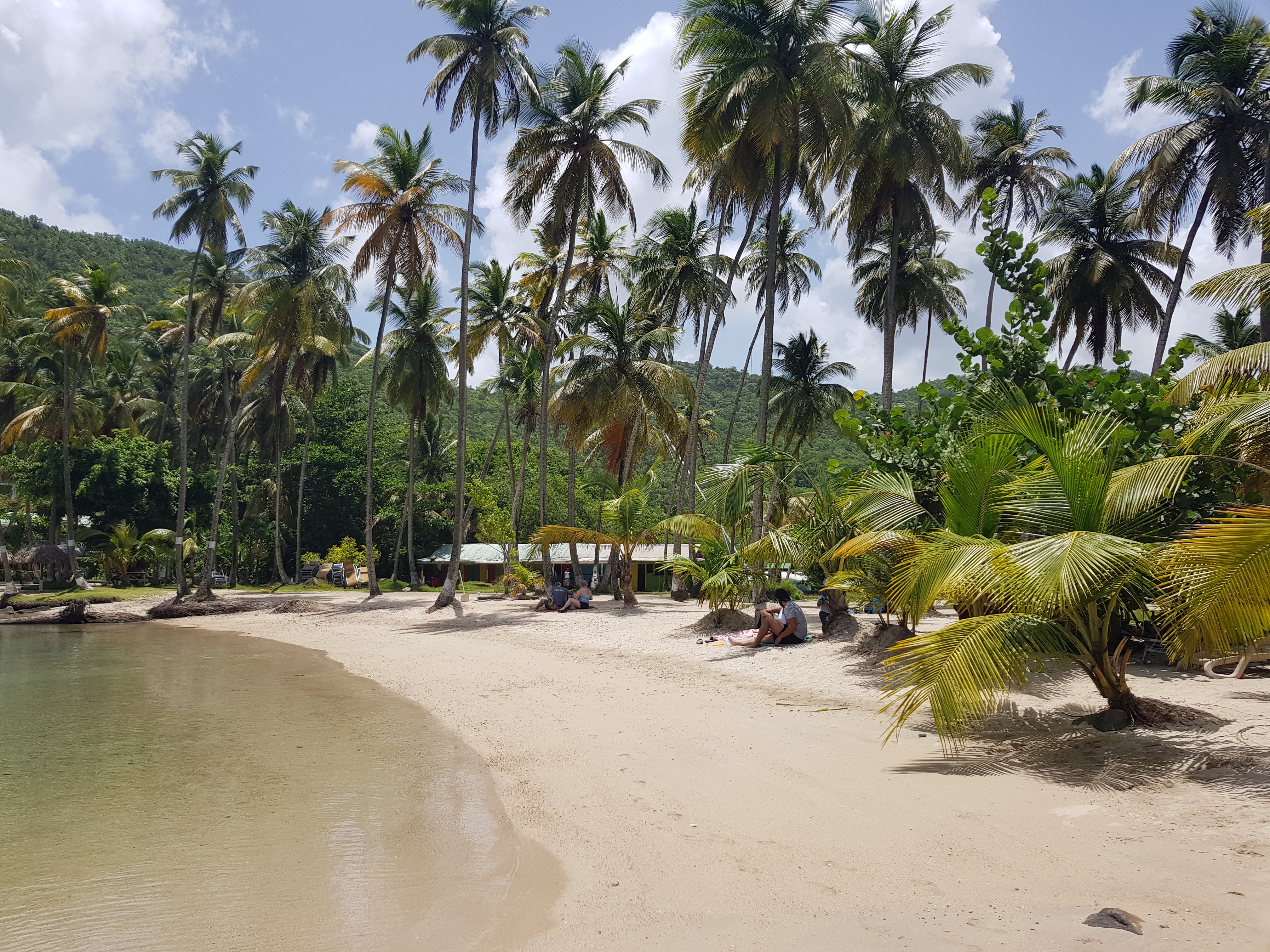
Plage de Marigot Bay.